# ワンチュク・ナムゲル
ワンチュク・テンジン・ナムゲル（Wangchuk Tenzing Namgyal、シッキム語：དབང་ཕྱུག་བསྟན་འཛིན་རྣམ་རྒྱལ་、ワイリー表記：dbang-phyug bstan-'dzin rnam-rgyal、1953年4月1日 - ）は、シッキム王国の第12代目にして最後の国王（チョギャル）パルデン・トンドゥプ・ナムゲルの王子。シッキム王位請求者。チベット仏教の僧侶。

## 半生
ワンチュクが王子として生を享けたシッキム王国は、1975年に国民投票にもとづき王政が廃止されたのち、保護国であったインドに併合されて滅亡した。
1982年2月19日、ツクラカン宮殿で戴冠して、名目上の第13代シッキム国王となった。当時出席していた元首相の回想によると、44以上の僧院からの著名なラマが祈祷し、また禁止されていたシッキム国旗を振りながら「国王（チョギャル）万歳」と学生たちが叫んでいたという。
しかし、ワンチュクはすぐに王位継承者として表舞台に立つ道を捨てた。旧シッキム王家は世界中にカルダモン農園や不動産、ホテルを所有している。それにもかかわらず、ワンチュクは静かな生活を送っている。過去35年間、ワンチュクはブータンとネパールの洞窟で僧侶として瞑想をして過ごしてきた。
王国滅亡から40年以上が経過した今なお、少数の王党派の間では畏敬の念を抱かれている。ワンチュクは公然とその姿を見せることがめったにないため、かえって神秘性が高まっているという。